# James Valoue
James Valoue (también escrito como Valouë, Valoué o Valouè en fuentes de la época) fue un relojero del siglo XVIII, conocido por haber ganado la prestigiosa Medalla Copley.
Su mayor trabajo fue el diseño en 1737 de una máquina movida por caballos para colocar pilotes, usada en la construcción del puente de Westminster. En 1738 fue reconocido por la Royal Society con su Medalla Copley, máxima distinción de la entidad por "un ingenio para pilotar la cimentación del puente a ser erecto en Westminster, cuyo modelo se ha mostrado a la sociedad". El Museo de Ciencias de Londres mantienen un modelo de la pilotadora de Valoue, construida por Stephen Demainbray.